# IC 1613
IC 1613是一個不規則的矮星系，位於鯨魚座內靠近鯨魚26之處。它在1906年被馬克斯·沃夫發現，並以 234 km/s的速度接近地球。
IC 1613是本星系群的一員，在赫斯圖是類似飛馬座矮不規則星系 。它在校正造父變星週期-亮度關係定標上扮演著距離測量的重要角色。除了麥哲倫雲之外，它是本星系群內唯一能觀察到天琴RR變星的不規則星系。